# TuS Erndtebrück
TuS Erndtebrück is een Duitse voetbalclub uit Erndtebrück en werd opgericht in 1895. De club speelt zijn thuiswedstrijden in Pulverwaldstadion. In 2015 promoveerde de club naar de Regionalliga, maar degradeerde terug na één seizoen. Na één seizoen promoveerde de club opnieuw. In 2018 volgde een nieuwe degradatie. 